# Оберн (Массачусетс)
Оберн (англ. Auburn) — місто (англ. town) в США, в окрузі Вустер штату Массачусетс. Населення — 16 889 осіб (2020).

## Демографія
Згідно з переписом 2010 року, у місті мешкало 16 188 осіб у 6542 домогосподарствах у складі 4345 родин. Було 6840 помешкань
Расовий склад населення:
| - 94,9 % — білих - 1,8 % — азіатів - 1,1 % — чорних або афроамериканців - 0,1 % — корінних американців |

До двох чи більше рас належало 1,4 %. Частка іспаномовних становила 2,6 % від усіх жителів.
За віковим діапазоном населення розподілялося таким чином: 21,0 % — особи молодші 18 років, 60,7 % — особи у віці 18—64 років, 18,3 % — особи у віці 65 років та старші. Медіана віку мешканця становила 43,7 року. На 100 осіб жіночої статі у місті припадало 93,1 чоловіків; на 100 жінок у віці від 18 років та старших — 90,3 чоловіків також старших 18 років.
Середній дохід на одне домашнє господарство становив 92 661 долар США (медіана — 74 174), а середній дохід на одну сім'ю — 111 981 долар (медіана — 95 097). Медіана доходів становила 67 337 доларів для чоловіків та 55 796 доларів для жінок. За межею бідності перебувало 4,6 % осіб, у тому числі 2,6 % дітей у віці до 18 років та 7,3 % осіб у віці 65 років та старших.
Цивільне працевлаштоване населення становило 8458 осіб. Основні галузі зайнятості: освіта, охорона здоров'я та соціальна допомога — 30,1 %, роздрібна торгівля — 12,1 %, науковці, спеціалісти, менеджери — 10,4 %, виробництво — 10,0 %.

## Персоналії
- Джеффрі Лінн (1909—1995) — американський актор та сценарист.